# Charles Albert Gobat
Charles Albert Gobat (Tramelan, 21 maggio 1843 – Berna, 16 marzo 1914) è stato un politico svizzero, Premio Nobel per la pace nel 1902, in compagnia di Élie Ducommun.

## Biografia
Figlio di un pastore protestante, nipote dell'arcivescovo di Gerusalemme. Fu uno studente brillante, frequentando le Università di Basilea, di Heidelberg, di Berna e di Parigi, e laureandosi col massimo dei voti in giurisprudenza, nel 1867 a Heidelberg.
Intraprese l'attività legale, con un proprio studio, a Berna, per diversi anni. Nel 1882 venne nominato sovrintende all'educazione del Cantone di Berna, iniziando così la sua attività politica. Presidente del cantone dal 1886 al 1887, membro del Consiglio di Stato dal 1884 al 1890, s'interessò di filosofia e di storiografia, pubblicando diversi libri su questi argomenti.
Nel 1900 fu uno dei fondatori dell'Unione interparlamentare, organismo di confronto tra Stati, con l'obiettivo di coordinare lo sviluppo commerciale nella ricerca della pace tra le nazioni.